# Nick Nolte
Nicholas King "Nick" Nolte (Omaha, 8 de fevereiro de 1941) é um ator e ex-modelo norte-americano.

## Carreira
Iniciou a carreira no teatro, em Pasadena (Califórnia), tendo participado em inúmeras peças. Mas ficou mundialmente conhecido em 1976, quando participou da série televisiva Rich Man, Poor Man, no papel de Tom Jordache.

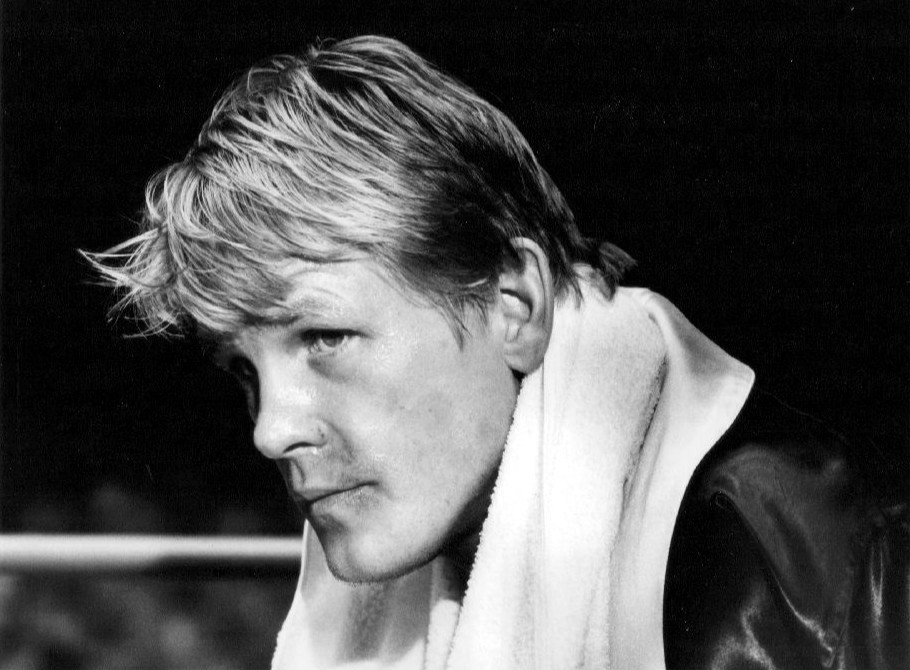
Nick Nolte como Tom Jordache em Rich Man, Poor Man (1976).

O ator já recusou inúmeros papéis que trouxeram sucessos aos que acabaram por protagonizá-los. Entre as suas famosas recusas estão Guerra das Estrelas, Indiana Jones e Superman.
Nick Nolte tem dois filhos, Brawley Nolte (1986) e Sophie Nolte (2007). Brawley também é ator e trabalhou ainda criança com Mel Gibson em 1996 no filme "O Preço de um Resgate" (Ransom).
O ator já foi preso em Malibu por dirigir embriagado.

## Filmografia parcial
- 2018 - Head Full of Honey
- 2015 - Run All Night
- 2015 - Por Aqui e por Ali (A Walk in the Woods)
- 2015 - Sede de Vingança (Return to Sender)
- 2015 - The Ridiculous 6
- 2013 - The Trials of Cate McCall
- 2013 - Hateship, Loveship
- 2013 - Parker
- 2013 - Gangster Squad
- 2012 - The Company You Keep
- 2011 - Luck (televisão)
- 2011 - Warrior (Guerreiro)
- 2011 - Zookeeper
- 2011 - Arthur
- 2010 - Cats & Dogs: The Revenge of Kitty Galore
- 2009 - My Own Love Song
- 2009 - Arcadia Lost
- 2008 - Tropic Thunder (Trovão Tropical)
- 2008 - As Crônicas de Spiderwick
- 2006 - Off the Black (Tempo de Aprender)
- 2006 - Quelques jours en septembre
- 2006 - Peaceful Warrior (Poder Além da Vida)
- 2006 - Paris, je t'aime (Paris, Eu Te Amo)
- 2006 - Over the Hedge (voz)
- 2005 - Neverwas
- 2004 - Adoro Problemas (I Love Trouble)
- 2004 - Hotel Rwanda (Hotel Ruanda)
- 2004 - The Beautiful Country
- 2003 - Hulk
- 1998 - The Thin Red Line
- 1997 - Afterglow
- 1997 - Affliction (Temporada de Caça)
- 1997 - Nightwatch (O Principal Suspeito)
- 1997 - U-Turn
- 1996 - Mulholland Falls
- 1996 - Mother Night (Vítima do Passado)
- 1995 - Jefferson in Paris
- 1994 - Blue Chips
- 1994 - I'll Do Anything (Disposto a Tudo)
- 1992 - Lorenzo's Oil
- 1991 - The Prince of Tides (O Príncipe das Marés)
- 1991 - Cape Fear (Cabo do Medo)
- 1990 - Another 48 Hours
- 1989 - New York Stories
- 1989 - Three Fugitives
- 1987 - Extreme Prejudice
- 1986 - Down and Out in Beverly Hills
- 1984 - Teachers
- 1983 - Under Fire
- 1982 - 48 Hours
- 1977 - The Deep

## Prêmios e Indicações
Globo de Ouro
- Indicado: Melhor Ator de televisão - Drama - Rich Man, Poor Man. (1977)
- Indicado: Melhor Ator - Drama - Extreme Prejudice. (1988)
- Venceu: Melhor Ator - Drama - The Prince of Tides. (1992)
- Indicado: Melhor Ator - Drama - Affliction. (1999)

Prémios Screen Actors Guild
- Indicado: Melhor Ator - Affliction. (1998)
- Indicado: Melhor Elenco - Hotel Rwanda. (2005)
- Indicado: Melhor Ator Coadjuvante - Guerreiro. (2011)

Oscar
- Indicado: Melhor Ator - The Prince of Tides. (1992)
- Indicado: Melhor Ator - Affliction. (1999)
- Indicado: Melhor Ator Coadjuvante - Guerreiro. (2012)

Critics' Choice Award
- Indicado: Melhor Ator Coadjuvante - Guerreiro. (2011)

Chicago Film Critics Association
- Indicado: Melhor Ator Coadjuvante - Guerreiro. (2011)

New York Film Critics Circle
- Venceu: Melhor Ator - Affliction. (1998)

San Diego Film Critics Society
- Venceu: Melhor Ator Coadjuvante - Guerreiro. (2011)

Boston Society of Film Critics Awards
- Venceu: Melhor Ator - Drama - The Prince of Tides. (1991)

Los Angeles Film Critics Association
- Venceu: Melhor Ator - The Prince of Tides. (1991)

Valladolid International Film Festival
- Venceu: Melhor Ator - Affliction (1998)

National Society of Film Critics
- Venceu: Melhor Ator - Affliction. (1998)

Satellite Awards
- Indicado: Melhor Ator - Affliction. (1998)
- Indicado: Melhor Ator Coadjuvante - Guerreiro. (2011)

Independent Spirit Awards
- Indicado: Melhor Ator - Affliction. (1999)

Sant Jordi Awards
- Venceu: Melhor Ator Estrangeiro - Affliction. (1999)

People's Sexiest Man Alive
- Venceu: Homem Mais Sexy do Mundo. (1992)